# Malu Mader
Maria de Lourdes da Silveira Mäder, conocida artísticamente como Malu Mader (n. Río de Janeiro, Brasil, 12 de septiembre de 1966) es una actriz brasileña con ascendencia portuguesa, libanesa y luxemburguesa.

## Biografía
Nacida en Río de Janeiro, es de ascendencia libanesa, luxemburguesa y portuguesa. A los 10 años, su prima Maisa, que empezaba a salir con su hermano mayor, la llevó a ver Capitães da Areia y decidió actuar. En 1972, se matriculó en un curso para actores en el Teatro Tablado, dirigido por Maria Clara Machado, y su profesor fue Carlos Wilson (Damião), director de Capitães de Areia, y la profesora, la actriz Louise Cardoso.
A fines de 1982, realizó su primera puesta en escena al participar en la producción de Os Doze Trabalhos de Hércules, de Monteiro Lobato. A través de este trabajo, llamó la atención del director Dennis Carvalho, quien vio la obra y la invitó a interpretar a Dóris Cantomaia en la telenovela Eu Prometo. A los 16 años, en 1983, Malu debutó en TV Globo, que es el único canal de televisión abierta para el que trabaja hasta el día de hoy. En 1984 participó en la telenovela Cuerpo a cuerpo, habiendo hecho pareja sentimental con el actor Lauro Corona. En 1985, apareció en Ti Ti Ti, como Wal, hija del modisto Jacques Léclair, interpretada por Reginaldo Faria. Se dio a conocer al gran público a los diecinueve años, como protagonista de la miniserie Anos Dourados, de Gilberto Braga, éxito de audiencia en la Rede Globo, en 1986. Con este trabajo, Malú se convirtió en una de las actrices favoritas del autor, repitiendo la pareja en varias otras exitosas producciones de la emisora. También fue a través de la miniserie que conoció al actor Taumaturgo Ferreira, quien se convertiría en su esposo, y a la actriz Isabela García, quien se convertiría en una de sus mejores amigas. En el mismo año, hizo su debut cinematográfico en Rock Estrela.
En 1987, trabajó en O Outro, interpretando a Glorinha da Abolição, una ex chica de la calle. Al año siguiente, protagonizó su primera novela, Fera Radical. En la trama, su personaje, Claudia, busca venganza por el exterminio de su familia, ocurrido cuando ella aún era una niña. Después de la telenovela, se mudó a São Paulo y debutó en el teatro profesional, representando Dores de Amores.
Le siguieron otras películas y telenovelas, pero con el tiempo se volvió más exigente en la elección de sus papeles. En 1989 protagonizó la telenovela Top Model, interpretando a la modelo Duda, una niña pobre que es descubierta y elevada a la condición de Top Model y, en 1991, protagonizó O Dono do Mundo, cuando encarnaba a la ingenua Marcia. En la trama, su personaje es seducido por el cirujano plástico Felipe, de Antonio Fagundes, quien había apostado con un amigo a que tendría relaciones amorosas con ella, el día de su boda, antes que su marido.
En 1992, integró el elenco de la miniserie Anos Rebeldes, ambientada en Río de Janeiro durante la dictadura militar, y que tuvo como telón de fondo el movimiento estudiantil. Después de este trabajo, fue invitada a protagonizar otra telenovela, O Mapa da Mina. Sin embargo, cansada de los papeles de jovencita, la actriz pidió interpretar a Wanda, una chica sencilla, muy sensual, malhablada y no tan políticamente correcta como Elisa. Carla Marins, quien interpretaría a Wanda, accedió a cambiar de papeles, pues ella también quería un papel que representara un nuevo reto en su carrera. Ese mismo año estrenó el espectáculo Vestido de Noiva, en el 50 aniversario de la obra, donde compartió escenario con las también actrices Tuca Andrada y Luciana Braga. La obra fue un éxito de crítica y público. 
En 1995, la actriz da a luz a su primer hijo. A partir de ahí, aparece el primer período sabático de su carrera. Durante los siguientes seis años se dedicaría más a su familia, limitándose únicamente a participar en la serie y miniserie Vida Privada, ambas exhibidas dentro del dominical Fantástico. Luego, en 1997, protagonizó la serie La Justiciera, en el papel de Diana, una ex policía cuyo hijo es secuestrado por traficantes de armas y decide actuar contra el crimen, incorporándose a una organización internacional. El programa fue creado para durar 32 episodios, pero la actriz quedó embarazada durante el programa y la producción tuvo que reducirse a solo 12 episodios. Finalmente, en 1998, actuó en la miniserie Labirinto, como la prostituta Paula Lee.
De la sociedad con el autor Gilberto Braga, de quien la actriz es muy amiga, surgieron varias obras importantes, como Fuerza del Deseo, telenovela que fue un gran éxito de crítica en 1999 y que le valió a Malu varios reconocimientos por su interpretación de la bella y decidida cortesana Ester Delamare, y también la telenovela Celebridad, en la que Malú interpretó a la empresaria María Clara Diniz, en 2003. Celebridad fue escrito especialmente para Malú, en celebración de sus veinte años de carrera.
En 2007, Malu y Gilberto trabajarían por octava vez en la telenovela Paraíso Tropical, pero eso terminó por no suceder. El autor declaró que esta fue una de las telenovelas en las que creó la trama sin pensar en sus actores favoritos, al contrario de lo que había hecho con otras telenovelas, y no vio ningún papel que le quedara bien a Malú. Ese mismo año, se unió al elenco de la telenovela Eterna Magia, interpretando a una villana, la pianista Eva Sullivan. En el mismo año, junto a Mini Kerti, dirigió el documental Contratempo, un largometraje que cuenta la historia de un grupo de músicos de las favelas de Río de Janeiro. La película fue premiada y viajó a varios festivales en Brasil y en el exterior.
En 2008, debutó como directora en Essa História Dava Um Filme, programa del canal pago Multishow, que en realidad es una mezcla de realidad, ficción, documental y making of, mostrando el proceso de producción del cortometraje a partir de los encuentros de horario para filmar. El corto producido por Malú se inspiró en un caso real ocurrido con el actor Thiago Lacerda. Además de Thiago, la historia también contó con la participación de la actriz Daisy Lúcidi. También actuó en el proyecto Se Não Fosse o Onofre, dirigido por su sobrina Erika Mader, en el que interpreta a la madre de Zé, interpretada por su hijo menor. En 2010 grabó el remake de la novela Ti Ti Ti, de Cassiano Cabus Mendes, reescrita por Maria Adelaide Amaral y dirigida por Jorge Fernando.
En 2013 regresa a la televisión en la telenovela, Sangue Bom de Maria Adelaide Amaral y Vincent Villari Y en 2016 interpretando a Rebeca Rocha de la Fuente en Haja Coraçao.
En cine, actuó en películas que marcaron la década de 1980: Dedé Mamata y Feliz Ano Velho, ambas de 1988. En 1999, siguiendo el renacer del cine nacional, realiza Mauá - O Imperador e o Rei. En 2002, interpretó a una prostituta en la película O Invasor. Ya había interpretado un papel similar el año anterior, cuando protagonizó la película Bellini and the Sphinx, basada en el libro de Tony Bellotto. También hizo apariciones memorables en Sexo, Amor e Traição, Brasilia 18%, Podecrer! y Sexo con amor?.

## Trabajos en la televisión
- 2024 Renascer - Aurora Guimarães[3]

- 2017 Tempo de Amar - Ester Ramos Delamare Sobral
- 2016 Haja Coração - Rebeca Rocha
- 2013 Laberintos del corazón - Rosemere Moreira
- 2010 Cuchicheos - Suzana Martins
- 2007 Eterna Magia - Eva Sullivan
- 2004 Sexo Amor & Traição - Ana
- 2003 Celebridad - Maria Clara Diniz
- 2002 O Invasor - Cláudia/Fernanda
- Brava Gente ("Dia de Visita") - Delourdes
- 1999 Fuerza del deseo - Ester Ramos Delamare Sobral
- 1998 Labirinto - Paula Lee
- 1997 A Justiceira - Diana
- 1996 A Vida Como Ela É...
- 1993 O Mapa da Mina - Wanda Machado
- 1992 Anos Rebeldes - Maria Lúcia
- 1991 O Dono do Mundo - Márcia
- 1989 Top Model - Duda (Maria Eduarda)
- 1988 Fera Radical - Cláudia
- 1987 O Outro - Glorinha da Abolição
- 1986 Anos Dourados - Lurdinha
- 1985 Ti Ti Ti - Valquíria
- 1984 Cuerpo a cuerpo - Beatriz Fraga Dantas (Bia)
- 1983 Eu Prometo - Dóris Cantomaia